# Ku Szangbom
Ku Szangbom (hangul: 구상범, handzsa: 具相範, RR: Gu Sang-bum; Szöul, 1964. június 15. –) dél-koreai válogatott labdarúgó, hátvéd és edző.

## Pályafutása

### Klubcsapatban
1986 és 1993 között az LG Cheetahs csapatában játszott. 1990-ben bajnoki címet szerzett. 1994-ben a Daewoo Royals, 1995-ben a Phohang Atoms játékosa volt.  

### A válogatottban
1988 és 1994 között 67 alkalommal játszott a dél-koreai válogatottban és 3 gólt szerzett. Részt vett az 1988-as Ázsia-kupán, az 1990-es világbajnokságon és az 1994-es világbajnokságon. Tagja volt az 1988. évi nyári olimpiai játékokon szereplő válogatott keretének is.

## Sikerei, díjai
LG Cheetahs
- Dél-koreai bajnok (1): 1990

Dél-Korea
- Ázsia-kupa döntős (1): 1988
- Ázsia-játékok bronzérmes (1): 1990
- Afro-ázsiai nemzetek kupája győztes (1): 1987